# Athlone Town Football Club 2011

## Rosa
| N. |                          | Ruolo | Calciatore            |
| -- | ------------------------ | ----- | --------------------- |
|    | Irlanda (bandiera)       | P     | Michael Schlingermann |
|    | Irlanda (bandiera)       | P     | Brian Collopy         |
|    | Irlanda (bandiera)       | P     | Scott Gaynor          |
|    | Irlanda (bandiera)       | D     | Tommy Barrett         |
|    | Irlanda (bandiera)       | D     | Jamie Carr            |
|    | Irlanda (bandiera)       | D     | Paul Danaher          |
|    | Irlanda (bandiera)       | D     | Declan Fallon         |
|    | Irlanda (bandiera)       | D     | Ronan Stack           |
|    | Inghilterra (bandiera)   | D     | Mark Walsh            |
|    | Inghilterra (bandiera)   | D     | Joe Woods             |
|    | Nuova Zelanda (bandiera) | D     | Darren Young          |
|    | Irlanda (bandiera)       | C     | Wayne Colbert         |
|    | Irlanda (bandiera)       | C     | Brendan Daly          |
|    | Irlanda (bandiera)       | C     | Kevin Dunne           |
|    | Irlanda (bandiera)       | C     | Brian Gill            |

| N. |                    | Ruolo | Calciatore       |
| -- | ------------------ | ----- | ---------------- |
|    | Irlanda (bandiera) | C     | Conor Kavanagh   |
|    | Irlanda (bandiera) | C     | Roy King         |
|    | Irlanda (bandiera) | C     | Eoin Monaghan    |
|    | Irlanda (bandiera) | C     | Stephen Relihan  |
|    | Irlanda (bandiera) | C     | David Ryan       |
|    | Irlanda (bandiera) | C     | Niall Scullion   |
|    | Irlanda (bandiera) | C     | Ian Sweeney      |
|    | Irlanda (bandiera) | C     | Bobby Tier       |
|    | Irlanda (bandiera) | C     | Kevin Williamson |
|    | Irlanda (bandiera) | A     | Kevin Horan      |
|    | Irlanda (bandiera) | A     | Alex Gardiner    |
|    | Irlanda (bandiera) | A     | Jason Hughes     |
|    | Irlanda (bandiera) | A     | Noel McGee       |
|    | Irlanda (bandiera) | A     | Mark Sherlock    |